# هكلر آند كوخ إم جي5
هكلر آند كوخ إم جي5 هو رشاش متعدد الأغراض من تصميم شركة هكلر آند كوخ الألمانية، دخل الخدمة في الجيش الألماني في عام 2015 ومن المقرر أن يستبدل بحلول عام 2022.